# Kurt Johnstad
Kurt Johnstad est un scénariste américain, qui a d'abord été machiniste et chef machiniste.

## Filmographie

### Scénariste
- 2006 : 300
- 2012 : Act of Valor
- 2013 : 300 : La Naissance d'un Empire
- 2017 : Atomic Blonde
- 2023 : Rebel Moon - Partie 1 : Enfant du feu (Rebel Moon: Part One – A Child of Fire)
- 2024 : Rebel Moon - Partie 2 : L'Entailleuse (Rebel Moon: Part Two – The Scargiver)

### Machiniste ou chef machiniste
- 1990 : Monsieur Destinée
- 1991 : Dernier Sacrifice
- 1992 : Ruby
- 1992 : The Fear Inside (en)
- 1993 : Body Snatchers

## Distinctions

### Nominations
- Scream Awards  2007 : meilleur « Scream-Play » pour 300
- Saturn Award  2008 : meilleur scénario pour 300